# جلم ماء مخطط
جلم ماء مخطط  (الاسم العلمي: Calonectris  leucomelas) (بالإنجليزية: Streaked  Shearwater)‏ هو طائر ينتمي إلى طيور بترل (فصيلة: Procellariidae).